# 克里瓦魯達河 (霍羅爾河支流)
克里瓦魯達河（烏克蘭語：Крива Руда），是烏克蘭中部的河流，屬於霍羅爾河的右支流。該河發源自塞梅尼夫卡西北面，流經波爾塔瓦州的克雷門丘克區，河道全長14公里，流域面積105平方公里。